# 마가렛 휘튼
마거릿 휘턴(Margaret Whitton, 1950년 11월 30일 ~ 2016년 12월 4일)은 미국의 영화 감독, 영화 제작자, 배우이다.
필라델피아에서 태어났으며 팜비치에서 사망하였다. 사인은 암이다.

## 영화
- 더 루프 (2011년)
- 살인 재판 (1994년)
- 메이저 리그 2 (1994년)
- 더 페이스 (1993년)
- 소녀는 울지 않는다 (1992년) - 멜린다 역
- 침대 귀신 (1989년)
- 메이저 리그 (1989년) - 레이첼 펠프스 역
- 엉겅퀴 꽃 (1987년)
- 나의 성공의 비밀 (1987년)
- 베스트 오브 타임즈 (1986년)
- 나인 하프 위크 (1986년)
- 탐정 스펜서 (1985년)
- 러브 차일드 (1982년)